# Thenopa pseudonigraria
Thenopa pseudonigraria là một loài bướm đêm trong họ Geometridae.